# زهانج زينزين (مخرج أفلام)
زهانج زينزين (بالصينية: 张辛欣) (و. 1953  م) هي مخرجة أفلام ودراما صينية، ولدت في نانجينغ.

## التعليم
تعلمت في Central Academy of Drama ‏
.